# Maj-Britt Bæhrendtz
Maj-Britt Gabriella Bæhrendtz, geb.  Pohlmer (* 23. Mai 1916 in Strängnäs; † 15. Juli 2018) war eine schwedische Autorin und Hörfunkmoderatorin in Sommar i P1.
Sie war ab 1943 mit dem Schriftsteller Nils Erik Bæhrendtz (1916–2002) verheiratet.

## Werke (Auswahl)
- 1959: Döden en dröm
- 1968: Rör på dig, ät rätt, må bra
- 1970: Tio år med TV